# The King (film 1930)
The King è un cortometraggio statunitense del 1930, diretto da James W. Horne e Charley Rogers, con Harry Langdon. 

## Trama
Il re si ritrova a flirtare, più o meno consapevolmente, con la moglie del suo consigliere di palazzo, suscitando le ire della regina, che non trova altro modo di frenarlo che quello di legarlo a sé, fisicamente, con una catena.
La situazione si complica quando, in virtù di un malinteso, il consigliere trova la propria moglie nel letto del re. La regina perverrà agli estremi rimedi per arginare le scappatelle regali.